# Franz Leopold Sonnenschein (říšský komisař)
Franz Leopold Sonnenschein (8. leden 1857 Berlín – 13. červen 1897 Berlín) byl právník a 1. německý velitel tichomořského ostrova Nauru.
Franz Leopold Sonnenschein se narodil 8. ledna 1857 v Berlíně. Vystudoval práva v Göttingenu a 5. března 1880 složil průběžné zkoušky a 14. ledna 1885 závěrečné. 20. května 1885 byl přidělen na konzulát ve městě Apia na Německé Samoi, kde pracoval od 3. března 1886 jako vicekonzul. Od 28. června 1887 pracoval jako koloniální komisař pro Marshallovy ostrovy na ostrově Jaluit, a to až do 29. března 1889. Mezitím vedl obsazení ostrova Nauru (v rámci nauruské občanské války) a 2. října 1888 se stal oficiálním prvním náčelníkem místní koloniální správy, kteréžto místo však již den poté, 3. října, uvolnil Robertu Raschovi.
Od 1. října 1889 byl přidělen na německý koloniální úřad do sekce vnějších vztahů, a to až do 12. října 1891, kdy se stal vrchním soudcem v Německé východní Africe. Franz Leopold Sonnenschein zemřel 13. června 1897 v Berlíně ve věku 40 let.